# Defensive tackle

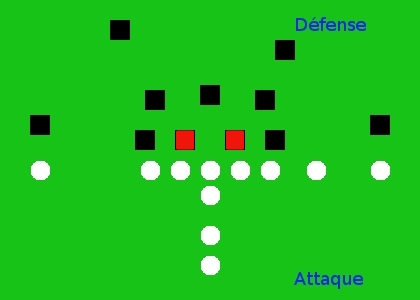
Em vermelho, os Defensive tackles na formação 4-3

Defensive tackle (DT) ou "Defensor Maior", é um jogador de futebol americano que se posta na defesa (linha defensiva) no centro da mesma.
A linha defensiva é tipicamente composta por 3 ou 4 jogadores; os no meio da linha são chamado "Defensive tackle". Todos pressionam a linha de ataque, impedindo corridas e tentando derrubar o quarterback. Os "Defensive Tackles" são os maiores jogadores da defesa.
Às vezes a defesa postará apenas um DT no meio linha defensiva na formação 3-4, esse jogador é chamado Nose tackle (NT). Ele terá a função de atacar os bloqueadores e também de fazer tackles.